# Kappuru kissa
Kappuru kissa (jap. カップル喫茶) w skrócie Hapubā (jap. ハプバー) to japoński klub erotyczny, w którym mężczyźni i kobiety o różnych preferencjach seksualnych spotykają się, aby cieszyć się spontanicznymi kontaktami z innymi klientami.
Potencjalni klienci przechodzą wstępną selekcję, aby zostać członkami klubu, a następnie uiszczają opłatę za wstęp do niego. Klub oferuje drinki w barze (często bezpłatne), pokój do seksu i zazwyczaj prysznic. Chociaż wstęp do klubu jest ograniczony dla par i samotnych kobiet, samotni mężczyźni mogą również wejść do niego, ale zwykle wiąże się to z wysokimi dodatkowymi opłatami.
Przystępując do członkostwa, często wymaga się uważnego przeczytania regulaminu i podpisania potwierdzenia, okazania dokumentu tożsamości, zezwolenia na wykonanie kserokopii i uiszczenia opłaty za wstęp.
Podobnie jak w zwykłym klubie, istnieje podział na przestrzeń publiczną (parkiet taneczny) i przestrzeń zabaw.
Klienci, którzy przychodzą do klubu, czekając na jakieś wydarzenie (interakcja z innymi klientami, seks oralny, seks grupowy, sadomasochizm itp.), nie doświadczą tego, jeśli klub ich nie organizuje. Jest to po prostu doświadczenie klienta oparte na obopólnej zgodzie, w zależności od liczby gości i atmosfery, Hapubā może łatwo stać się zwykłym klubem.
W większości klubów stosunek mężczyzn do kobiet jest nadal wysoki. Często pragnienia kobiet są szanowane, jeśli chodzi o to, czy do czegoś dojdzie, czy nie, a same kluby bardziej troszczą się o klientki niż o klientów płci męskiej.